# Колосов, Владимир Владимирович
Влади́мир Влади́мирович Ко́лосов (19 сентября 1945, Ленинград) — советский и российский тренер по велоспорту. Имеет тренерский стаж более тридцати лет: работал в ленинградском «Локомотиве», Школе высшего спортивного мастерства, командах Tinkoff Restaurants и «Локосфинкс». Был личным тренером таких известных гонщиков как Артур Ершов, Валерий Кайков, Максим Козырев, Сергей Шилов, Кирилл Свешников и др. Заслуженный тренер России.

## Биография
Владимир Колосов родился 19 сентября 1945 года в Ленинграде.
Имеет высшее образование, окончил Университет физической культуры имени П. Ф. Лесгафта, после чего работал по специальности тренером по велосипедному спорту в ленинградском спортивном обществе «Локомотив».
В 2006 году работал тренером в профессиональной велокоманде Tinkoff Restaurants, с которой побывал на многих гонках континентального тура.
Тренер-преподаватель Санкт-Петербургского государственного бюджетного образовательного учреждения дополнительного образования детей специализированной детско-юношеской спортивной школы олимпийского резерва «Школа высшего спортивного мастерства по велосипедному спорту». Кроме того, является тренером на отделении темпа в санкт-петербургском центре велоспорта «Локосфинкс».
За долгие годы тренерской работы подготовил многих талантливых спортсменов. В числе наиболее известных его учеников — трековые велогонщики Артур Ершов и Валерий Кайков, выигравшие в 2012 году чемпионат Европы в командной дисциплине. За их подготовку был удостоен почётного звания «Заслуженный тренер России». Другой его воспитанник Максим Козырев неоднократно попадал в число призёров всероссийских первенств и этапов Кубка мира. Принимал активное участие в подготовке таких спортсменов как Сергей Шилов, Кирилл Свешников, Василий Неустоев, Кирилл Бочков, Павел Карпенков и др. Награждён знаком «Отличник физической культуры и спорта», удостоен премии Правительства Санкт-Петербурга «За достижение высоких спортивных результатов на официальных международных и всероссийских спортивных соревнованиях», входил в десятку лучших тренеров Санкт-Петербурга.